# 瀝涔吹蔑之戰
瀝涔吹蔑之戰（越南语：／），亦作瀝涔之戰，是越南西山軍與暹羅（拉達那哥欣王國）之間的一場戰爭，發生於1785年。這場戰爭被越南人當作越南歷史上的重大勝利之一。

## 背景
18世紀末期，越南南部爆發了一場叛亂。1777年，世襲南方統治的阮主被西山兄弟阮岳、阮惠和阮侶推翻。在支持者的幫助下，末代阮主的侄兒阮福映奪回了嘉定，自稱大元帥攝國政，後來又自稱阮王。
1783年，西山叛軍重新佔領嘉定（今胡志明市）。阮福映只得逃往富國島，在那裡阮軍遭到西山軍襲擊，缺乏糧食。阮福映的一位將軍朱文接被派往曼谷求援。根據越南史料記載，撻齒多（又作質蚩多）率領暹羅一支軍隊於次年抵達河僊。阮福映跟隨他撤退到曼谷，在那裡受到拉瑪一世國王的熱烈歡迎。拉瑪一世承諾暹羅軍隊會幫助阮福映奪回他失去的王國。
有一場衝突僅在泰國皇家編年史被提到。1783年，披耶·那空沙旺（พระยานครสวรรค์）抵達柬埔寨幫助阮福映。暹羅軍隊與阮侶（Ong Tin Yuang）在沙瀝（Sadec）發生衝突，奪取了一些戰船、俘虜及各種武器，但隨後將它們歸還給了西山軍。然而，披耶·威七那龍（พระยาวิชิตณรงค์）及幾位將軍不同意，他們將此事秘密報告給了國王，並控告他謀反。披耶·那空沙旺及十二人被在位於首都東部邊緣的坡塔蘭寺廟（Photharam）的墓地處決。

## 暹羅入侵
暹羅策劃了另一場對西山軍的攻擊。根據越南史料記載，1784年4月，一支由六坤、沙苑率領的三萬人的暹羅部隊被派往柬埔寨，目的是攻擊嘉定。另一支軍隊由柬埔寨大臣昭錘卞率領，準備作戰。7月25日，一支包含有三百艘戰船、兩萬人的暹羅艦隊自曼谷出發，抵達嘉定。這支艦隊有兩位重要指揮官：暹羅王的外甥昭曾擔任主將，昭霜擔任先鋒。
這在泰國皇家編年史中也被提到了。在蛇年五月（泰國曆，大約1784年3月），一支五萬人的艦隊由昭華·公摩鑾·貼帕里拉率領，前去幫助阮福映攻擊並奪回西貢，不准失敗。阮福映及其支持者們也被允許跟隨暹羅軍隊。披耶·威七那龍率領暹羅步兵行進到柬埔寨，指揮柬埔寨軍隊。昭披耶·阿派普貝招募了五千名士兵跟隨暹羅軍隊。
暹羅-柬埔寨步兵由披耶·威七那龍率領，攻擊沙瀝（Piamchopsadaek），數次擊敗西山軍。披耶·威七那龍隨後進軍巴淶（Piambarai）於Ban Payung（Ba Giồng）攻擊西山軍。
同時，暹羅-阮主艦隊由公摩鑾·貼帕里拉和阮福映率領，最終在芒坎（Banteay Meas，當時屬於河僊）登陸。在那裡，一支由披耶·拉差社提（พระยาราชาเศรษฐี）和披耶·他沙達（พระยาทัศดา）率領的軍隊準備增援他們。暹羅-阮主艦隊駛向巴薩河（越南稱之為後江），停止於茶津（Wamanao，位於美湫附近）。
在數次勝利之後，暹羅將軍蔑視西山軍，他們甚至沒有給予阮福映適當的尊重。暹羅士兵對越族移民犯下暴行。在一份給法國牧師J. Liot的書信中，阮福映抱怨暹羅軍隊的暴行；他們無道德原則地搶劫、強姦和殺戮。這導致越來越多當地人轉而支持西山軍。
然而，暹羅入侵者遭遇了西山軍的頑強抵抗。張文多勇敢地與暹羅入侵者作戰。11月30日，他在斌沏河擊敗了暹羅-阮主艦隊，殺死了阮主艦隊最高指揮官朱文接，並使暹羅將軍撻齒多負傷。黎文勻接替朱文接擔任阮主艦隊的最高指揮官。
至1784年底為止，暹羅人奪取了瀝架、鎮江（芹苴）、𠀧忒（Srok Pra-sak，朔莊）、茶溫、沙瀝、斌沏，並控制了河僊、安江和永隆。但包括美湫和嘉定在內的重要地點仍然被西山軍控制。意識到無法擊退敵人，張文多派鄧文鎮前往歸仁求救。

## 戰鬥

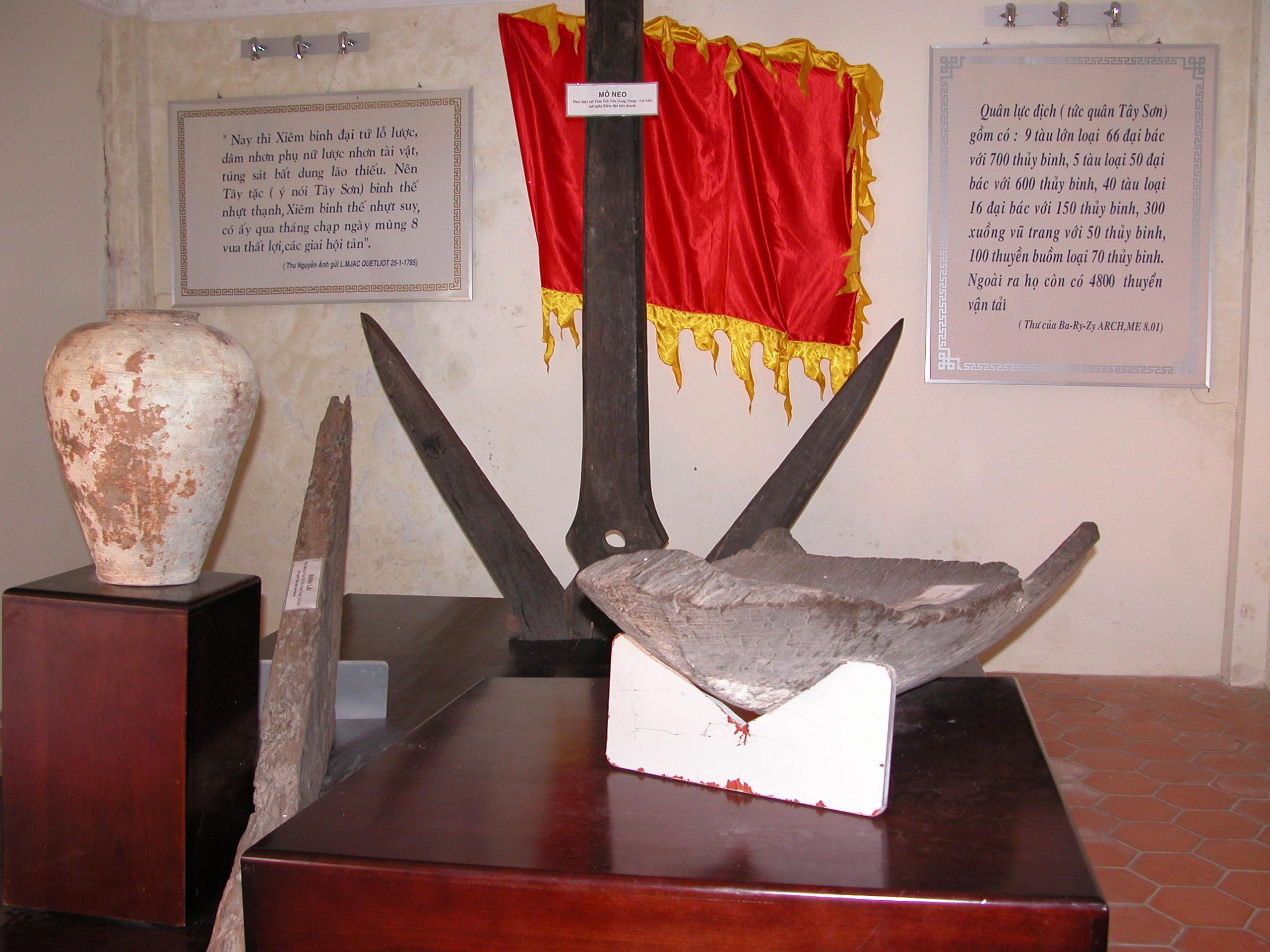
戰爭中使用的武器

阮惠率領西山軍援軍自歸仁南下，不久後抵達交趾支那地區，據推測大約在1785年1月到達。阮惠將他的司令部設在美湫，這裡離暹羅軍隊的司令部茶津不遠。
西山海軍的小股部隊趁漲潮的時候騷擾暹羅人的要塞，並在退潮的時候撤退。他們收集暹羅海軍的情報，並向敵人展示弱點。在許多次勝利之後，暹羅軍隊及海軍過於自信。阮惠注意到了這點，便決定避免同強大的暹羅軍隊發生正面衝突。他派遣小規模海軍，以休戰的名義前去與暹羅人談判。阮惠向公摩鑾·貼帕里拉（昭曾）贈送許多財寶，並請求他不要支持阮福映。阮惠同時承諾西山會向暹羅進貢。貼帕里拉收下了這些禮物。
在談判期間，暹羅士兵被邀請訪問西山海軍的戰船。阮惠向他們展示複雜的武器，並在他們回去之前贈送了許多財寶。阮福映懷疑暹羅人有險惡的意圖。特帕里拉只得向阮福映解釋說這只是一個計謀。
貼帕里拉確信阮惠正在等候談判的結果，因為他看見西山軍戰船有秩序地撤退到美湫。貼帕里拉計劃突襲西山海軍。日期被確定在1785年1月19日（越南曆甲辰年十二月九日），並通知了阮福映。阮福映預感到暹羅海軍會被打敗。他派鄚子泩前去鎮江（芹苴）準備船隻，如果戰敗，他們有能力逃跑。
然而，貼帕里拉過於自信，事實上這是阮惠設下的一個陷阱。阮惠預料到暹羅人的行軍，秘密把步兵和炮兵安排到湄公河畔（瀝涔、吹蔑地帶，位於今日前江省境內）以及中間的幾個島嶼，在河的北岸佈置海軍以增援步兵。
1785年1月20日早晨，昭曾（貼帕里拉）及暹羅軍隊主力離開茶津，前去攻擊阮惠的司令部美湫。只有沙苑率領的少部份步兵被留在了沙瀝。阮主海軍由黎文勻率領，被命令在前面帶路。當前軍到達瀝涔河、後軍到達吹蔑河的時候，阮惠的船沖入毫無防備的暹羅軍隊，阻止它們的前進和後退。同時，西山軍炮兵向他們開火。
此戰以暹羅軍隊幾乎全滅而結束，至少根據越南史料記載暹羅海軍的所有船隻被摧毀。昭曾（貼帕里拉）、昭霜登陸美湫河北岸，然後到達光化，經過柬埔寨，於1785年3月到達曼谷。只有兩千至三千人跟他們一起逃脫。其他倖存者搶奪了平民的船隻，逃到柬埔寨。1785年2月4日，拉瑪一世得知暹羅海軍戰敗，派十餘艘船隻前去營救暹羅士兵。只有一萬名士兵倖存。
阮主的海軍幾乎全滅。阮福映及十餘人逃到鎮江（芹苴），在那裡他遇上了鄚子泩。他們乘坐三艘船逃到河僊。在河僊，他召集了海軍殘餘勢力。此後，他們逃到土硃嶼（土珠島），隨後到古骨嶼（閣骨島），最後到達曼谷，在那裡他尋求避難直到1787年8月。

## 腳註
腳註
1. 1 2 3 4  西山三兄弟在暹羅史料中被分別稱作Ong Yak（องอยาก）、Ong Bai（องบาย）和 Ong Dam（องดาม）。[1]暹羅史料將阮惠與阮侶混淆了。[2][3]（页面存档备份，存于）
2. ↑  參與此戰的暹羅將領，在越南史料中分別以昭曾（Chiêu Tăng）、昭霜（Chiêu Sương）、六昆（Lục Côn）、沙苑（Sa Uyển）、昭錘卞（Chiêu Thùy Biện）、撻齒多（Thát Xỉ Đa）之名登場，但他們真名不詳。
3. 1 2  阮福映在泰國史料中被稱為Ong Chiang Su[2]（泰語： 皇家轉寫：[6]）；Ong Chiang Su來源於越南語詞彙Ông thượng thư（尚書公）。[2][3]

引用
1. ↑  เจ้าพระยาทิพากรวงศ์ (ขำ บุนนาค). . .   [2019-01-03]. （原始内容存档于2019-06-09）.
2. 1 2 3  Tương quan Xiêm – Việt cuối thế kỷ 18 （页面存档备份，存于） page 60
3. 1 2 3 4 5 6  .   [2018-12-14]. （原始内容存档于2018-12-07）.
4. 1 2 3 4  Nguyễn Duy Chính, "Tương quan Xiêm-Việt cuối thế kỷ XVIII", dẫn theo Thadeus và Chadin Flood (dịch và hiệu đính), "The Dynastic Chronicles, Bangkok Era, The First Reign", Chaophraya Thiphakorawong Edition, [Vol. I]: Text. Tokyo: The Centre for East Asian Cultural Studies, 1978. page 61
5. 1 2 3 4 5 6 7  เจ้าพระยาทิพากรวงศ์ (ขำ บุนนาค). . .   [2018-12-14]. （原始内容存档于2019-06-12）.
6. ↑  ทิพากรวงศมหาโกษาธิบดี (ขำ บุนนาค), เจ้าพระยา. พระราชพงศาวดารกรุงรัตนโกสินทร์ รัชกาลที่ 3. กรุงเทพฯ : ไทยควอลิตี้บุ๊คส์ (2006), 2560, หน้า 168
7. 1 2 3 4 5 6  Tucker, Spencer. . Lexington: University Press of Kentucky. 1999: 15. ISBN 0813109663.
8. ↑  Clodfelter, Michael. . Jefferson: McFarland & Co. 1995: 7. ISBN 0786400277.
9. 1 2  Dutton, George Edson. . University of Hawaii Press. 2006: 45–46. ISBN 0824829840.
10. ↑  《大南實錄》正编第一纪卷二：“……有叛臣黎春覺為惠計，悉以勁卒設伏於涔江吹蔑江……”
11. ↑  《皇越一统舆地志》卷二：“……二千一百七十尋至𣒱𡃙瀝，三千六百五尋至瀝涔……”
12. ↑  Việt Nam sử lược, Quyển II/Tự chủ thời đại/Chương VIII
13. ↑  เจ้าพระยาทิพากรวงศ์ (ขำ บุนนาค). . .   [2019-01-03]. （原始内容存档于2019-06-02）.
14. ↑  Nguyễn Khắc Thuần dịch (Danh tướng Việt Nam [tập 3], tr. 188). Tương tự, sách Hoàng Việt hưng long chí chép: Quân Xiêm tàn bạo, đi đến đâu đều cướp bóc, bắt bớ; nên dân chúng ta thán oán ghét(tr. 121).
15. 1 2 3  Tucker, p.16